# Phần mềm wiki

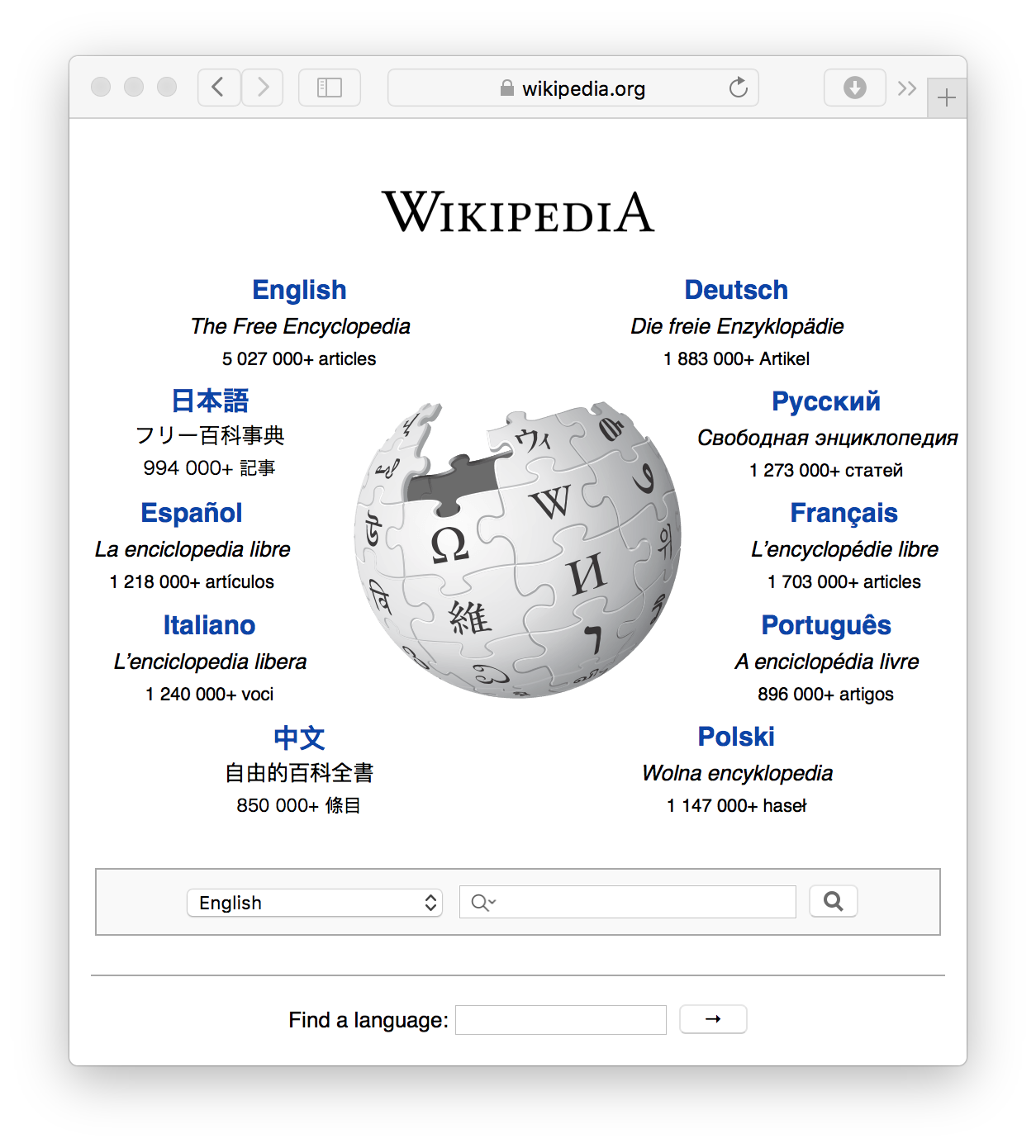
Trang chủ của Wikipedia, chạy trên MediaWiki, một trong những gói phần mềm wiki phổ biến nhất

Phần mềm wiki (còn được gọi là công cụ wiki hoặc ứng dụng wiki) là phần mềm hợp tác mà chạy một wiki, mà cho phép người dùng tạo và cộng tác chỉnh sửa "trang" hoặc các mục thông qua trình duyệt web. Một hệ thống wiki thường là một ứng dụng web chạy trên một hoặc nhiều máy chủ web. Nội dung, bao gồm tất cả các phiên bản hiện tại và trước đây, thường được lưu trữ trong hệ thống tệp hoặc cơ sở dữ liệu. Wikis là một loại hệ thống quản lý nội dung web và phần mềm sẵn có được hỗ trợ phổ biến nhất mà các cơ sở lưu trữ web cung cấp. Hiện tại có hàng loạt công cụ wiki được duy trì tích cực, bằng nhiều ngôn ngữ lập trình, bao gồm cả ứng dụng nguồn mở và ứng dụng độc quyền. Các phần mềm này khác nhau rất nhiều trong hỗ trợ nền tảng, trong hỗ trợ của chúng để hiển thị các ký tự và quy ước ngôn ngữ tự nhiên và trong các giả định của các phần mềm này về kiểm soát kỹ thuật so với kiểm soát xã hội.

## Lịch sử
Ứng dụng "wiki" đầu tiên thường được công nhận là WikiWikiWeb, được người lập trình máy tính người Mỹ Ward Cunningham tạo ra vào năm 1994 và ra mắt trên c2.com vào năm 1995. "WikiWikiWeb" cũng là tên của wiki chạy trên phần mềm và trong những năm đầu tiên tồn tại của wiki, không có sự khác biệt lớn giữa nội dung của wiki và phần mềm wiki chạy, có thể là do hầu hết mọi wiki đều chạy trên gay tùy chỉnh của riêng chúng.
Phần mềm Wiki có nguồn gốc từ các hệ thống kiểm soát phiên bản cũ hơn được sử dụng cho tài liệu và phần mềm trong những năm 1980. Vào giữa những năm 1990, những phần mềm này thường có giao diện trình duyệt web. Tuy nhiên, họ thiếu khả năng dễ dàng tạo liên kết giữa các trang nội bộ mà không cần viết mã HTML. Đối với WikiWikiWeb, quy ước đặt tên CamelCase đã được sử dụng để chỉ ra các liên kết nội bộ mà không cần mã HTML.
Vào thời điểm MediaWiki xuất hiện, quy ước này phần lớn đã bị bỏ qua vì ưu tiên đánh dấu các liên kết trong mã nguồn đã chỉnh sửa với dấu ngoặc vuông. Do đó, tên trang không làm gián đoạn dòng tiếng Anh và có thể tuân theo quy ước viết hoa tiếng Anh chuẩn. Phân biệt chữ hoa chữ thường trên chữ cái đầu tiên nhưng không phải chữ cái tiếp theo hỗ trợ các quy ước viết hoa tiếng Anh chuẩn và cho phép các người dùng viết trang của họ bằng tiếng Anh thông thường, với sự liên kết của các từ và cụm từ cụ thể sau đó. Đây là một thay đổi quan trọng cho phép các tác giả tiếng Anh thông thường viết các trang wiki và người dùng không có kỹ thuật đọc chúng. Chính sách này đã được mở rộng sang các ngôn ngữ tự nhiên khác, tránh việc sử dụng văn bản có vẻ ngoài khác thường hoặc viết hoa lúng túng vi phạm các quy tắc riêng của ngôn ngữ.